# Егер, Мартин (дипломат)
Мартин Егер (нем. Martin Jäger; род. 9 сентября 1964, Ульм, Баден-Вюртемберг) — немецкий дипломат. Чрезвычайный и Полномочный Посол ФРГ в Украине (с 2023).

## Ранние годы и образование
Мартин Егер родился в 1964 году в Ульме. Окончил среднюю школу в 1984 году. 
С 1984 по 1986 год Мартин Егер проходил военную службу после получения общего высшего образования. Он получил образование фотографа и работал независимым журналистом с 1986 по 1989 год. С 1989 по 1994 год изучал политологию в Мюнхене.

## Карьера дипломата
С 1994 по 1996 год Егерь проходил подготовительную службу к высшей внешней службе. С 1996 по 1998 год работал в Министерстве иностранных дел, а с 1998 по 2002 год – в офисе Федерального канцлера. С 2002 по 2004 год Егер возглавлял отдел культуры посольства Германии в Праге. С 2004 по 2005 год он отвечал за работу с прессой главы Федерального канцлера Франка-Вальтера Штайнмайера. С 2005 по 2008 год он также занимал должность пресс-секретаря во время пребывания в должности федерального министра иностранных дел. В 2008-2013 гг. — был руководителем глобальных внешних связей и государственной политики, главным лоббистом автомобильной группы Daimler (сегодня Mercedes-Benz Group).
С апреля 2013 года по 1 ноября 2013 года посол Германии в Афганистане.
С октября 2014 года Егерь был представителем Федерального министерства финансов Германии. В октябре 2016 года он перешел в Министерство внутренних дел, цифровизацию и миграцию Баден-Вюртемберга на должность государственного секретаря. Der Spiegel назвал его членом влиятельной мужской компании, окружавшей Вольфганга Шойбле.
С марта 2018 года по сентябрь 2021 года Егерь был государственным секретарем в Федеральном министерстве экономического сотрудничества и развития под руководством федерального министра Герда Мюллера (ХСС). В сентябре 2021 года Мартин Егер стал послом Федеративной Республики Германия в Ираке.

В июле 2023 года стал послом Федеративной Республики Германия на Украине, приехал в Киев.
17 августа 2023 года вручил верительные грамоты Президенту Украины Владимиру Зеленскому.
11 июня 2025 года стало известно, что Мартин Егер станет новым президентом Федеральной разведывательной службы Германии (BND). Об этом сообщил еженедельник Der Spiegel.

## Личная жизнь
Егерь женат на журналистке и писательнице Хелене Райх (настоящее имя Николь Ягер-Койдль, род. 1965 в Чехословакии), родившей двоих детей.